# Azrieli Sarona Tower
Azrieli Sarona Tower (hebrejsky מגדל עזריאלי שרונה‎) je mrakodrap ve čtvrti ha-Kirja v Tel Avivu. Je vysoký 238,5 metrů a nachází se v něm 64 podlaží. Je to nejvyšší budova v Izraeli, přičemž druhou nejvyšší budovou je věž Mošeho Aviva v Ramat Gan.

## Historie výstavby

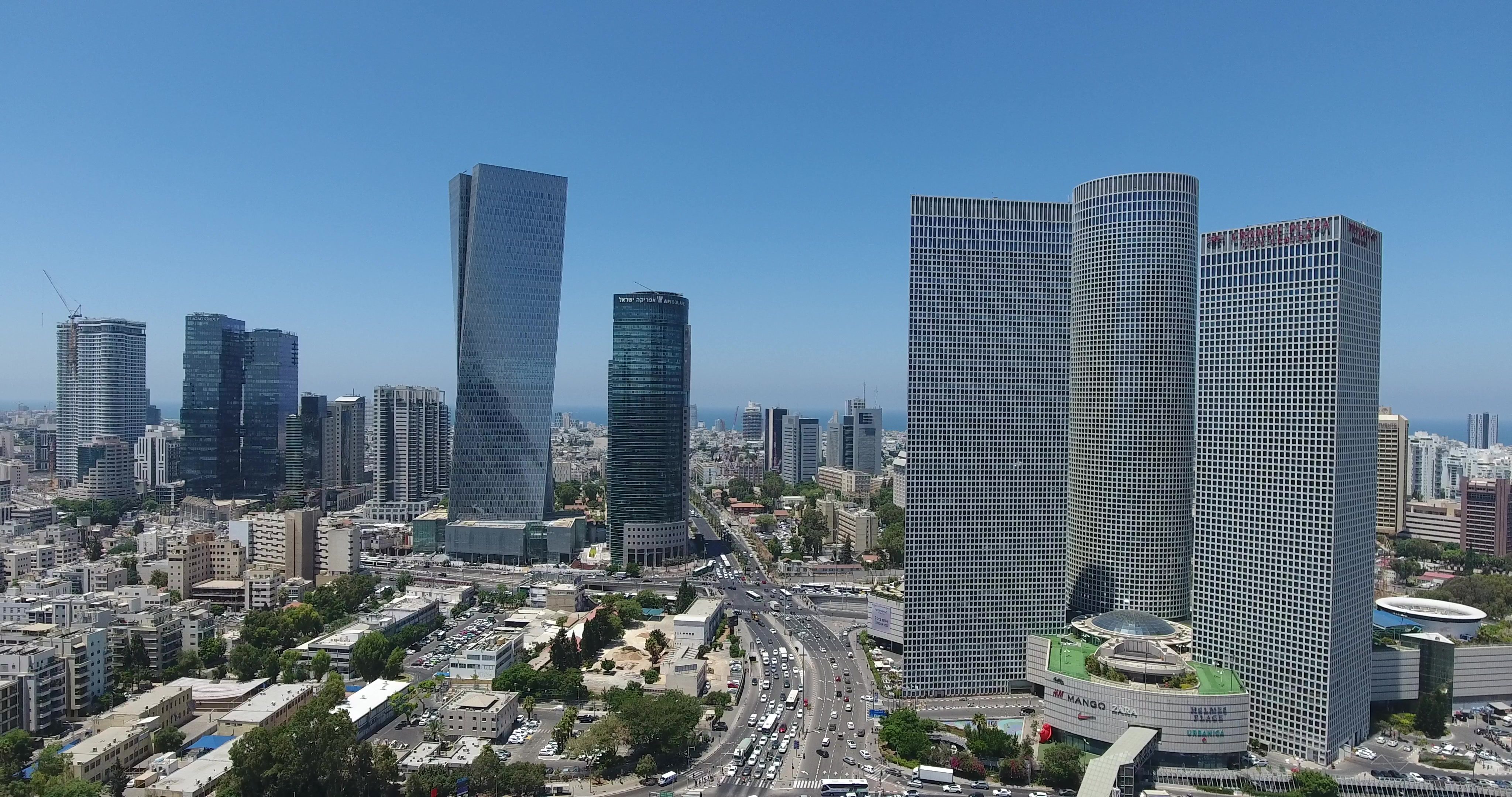
Pohled na Tel Aviv

V květnu 2011 získala firma Azrieli Group ve výběrovém řízení od Izraelské pozemkové správy pozemek v hodnotě 522 milionů nových izraelských šekelů. Na pozemku o rozloze 9,4 dunamů (9400 metrů čtverečních) byl naplánován projekt kancelářské budovy o výšce 180 metrů. Podlahová plocha kanceláří měla být 82 710 m2 a komerčních prostorů 6 700 m2. V roce 2012 se Azrieli Group obrátila na Regionální výbor pro plánování a výstavbu Telavivského distriktu za účelem zvětšení podlahové plochy určené pro komerční prostory. Výbor s žádostí souhlasil za podmínky, že bude vybudováno osmé patro garáží. Vzhledem k vysoké očekávané ceně (70 milionů nových izraelských šekelů) a prodloužení doby výstavby bylo dosaženo kompromisu a místo osmého patra garáží bude 500 parkovacích míst určeno pro obecné užívání a obyvatelé Tel Avivu nebudou platit vyšší cenu, než jaká se vybírá na parkovištích, která jsou ve vlastnictví města. Sedmipodlažní podzemní garáže mají celkem 1 600 parkovacích míst a v prvních třech podlažích se nachází komerční prostory. Ve 33. až 37. patře se má nacházet hotel.
V roce 2013 povolil výše zmíněný výbor výstavbu budovy o výšce 255 metrů nad mořem (tj. 238,5 metrů nad úrovní terénu).
Základní kámen položil 12. března 2012 David Azri'eli. V červnu 2016 již bylo pronajato 60 % prostorů mrakodrapu.

### Hotel
V roce 2015 podepsala Azrieli Group smlouvu se společností Africa Israel Investments o pronájmu 33. až 37. patra na dobu 20 let za účelem zřízení hotelu. V hotelu se má nacházet 160 pokojů a má být oddělen od kancelářských pater. Má mít samostatný výtah a samostatnou vstupní halu s restaurací. Společnost Africa Israel Investments zaplatila za smlouvu 250 milionů nových izraelských šekelů, přičemž dalších 50 milionů investovala do výstavby hotelu.

## Galerie

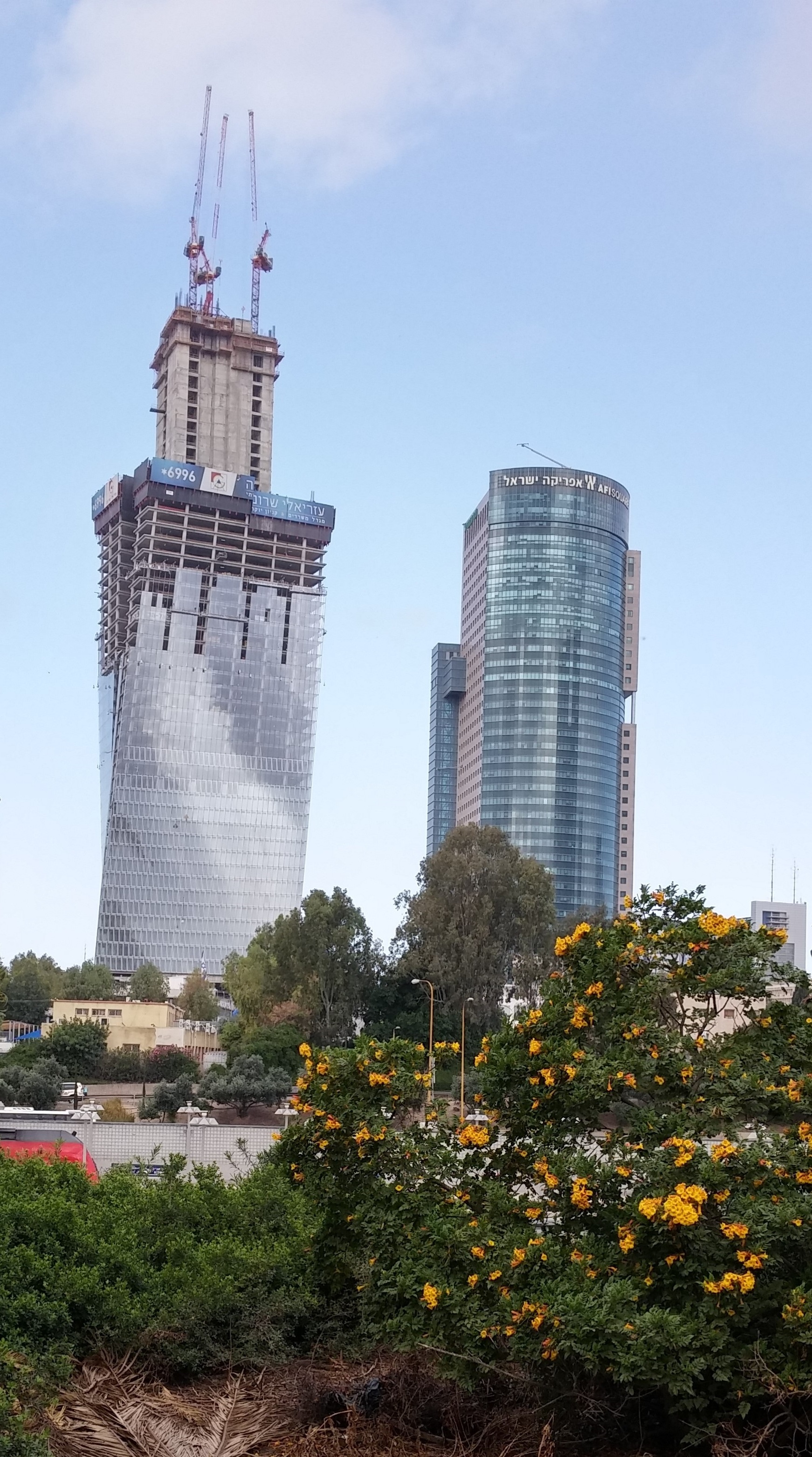
Pohled z východu, březen 2016
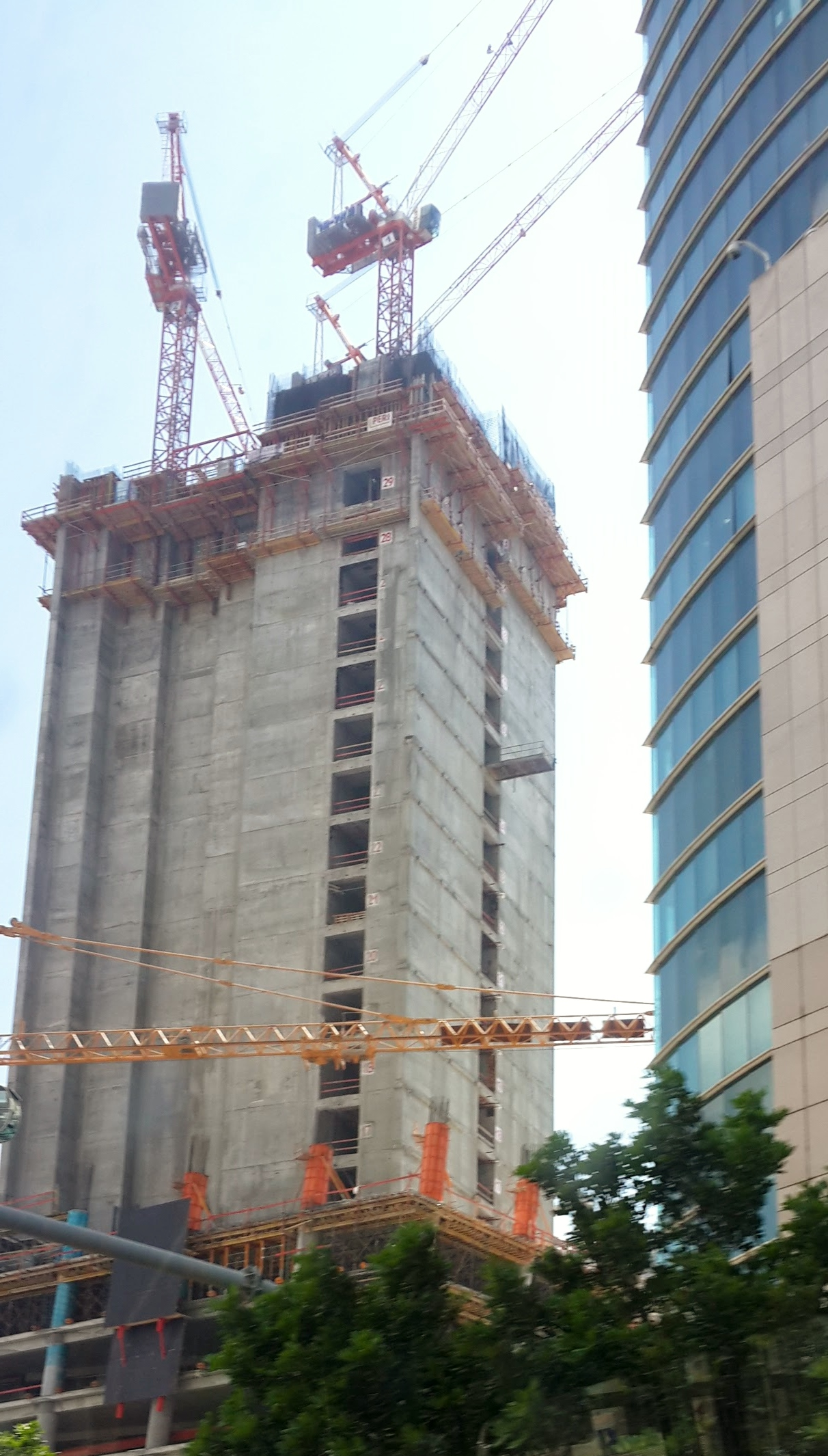
Pohled na výstavbu mrakodrapu, červen 2015
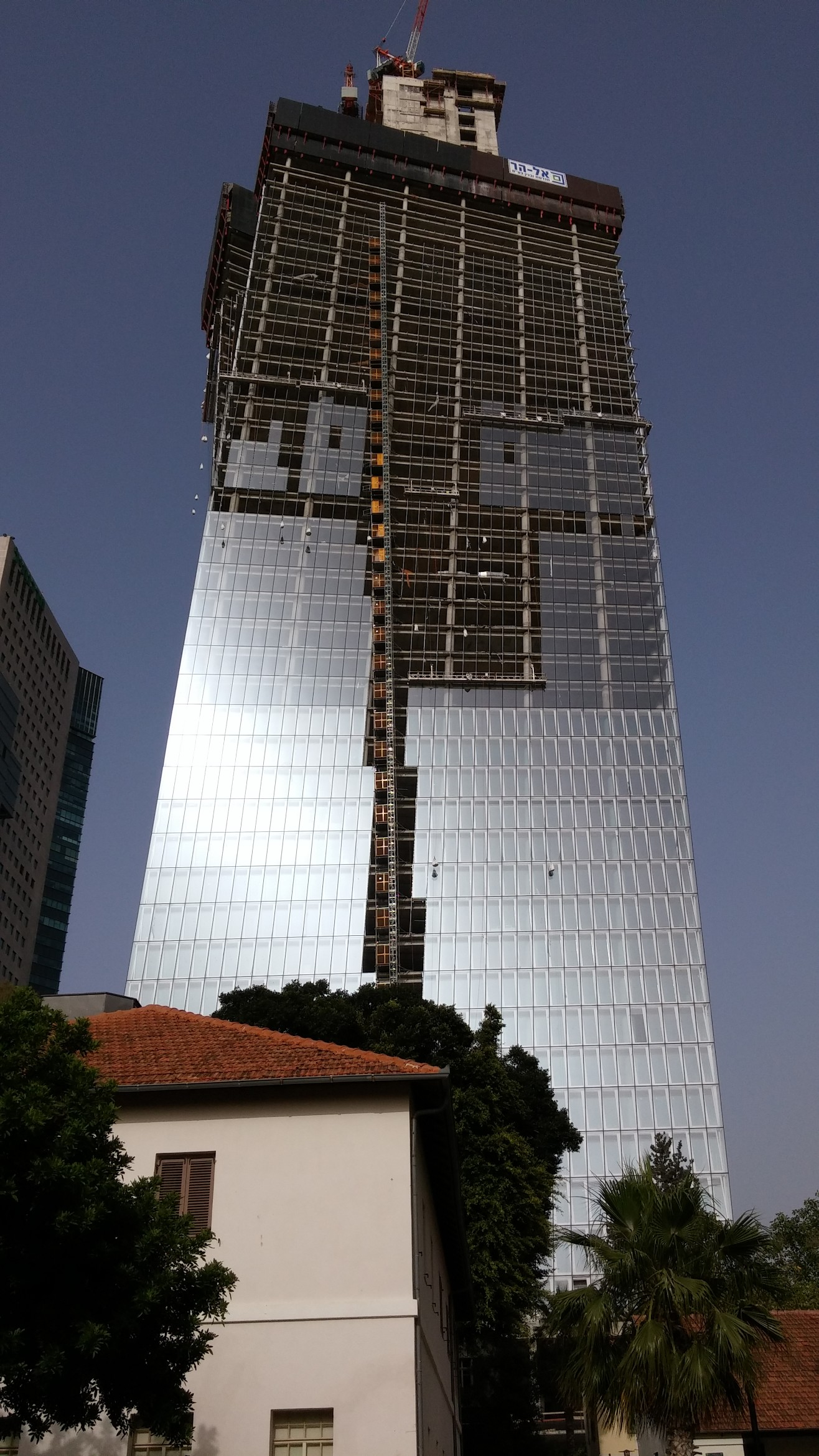
Pohled ze západu, květen 2016
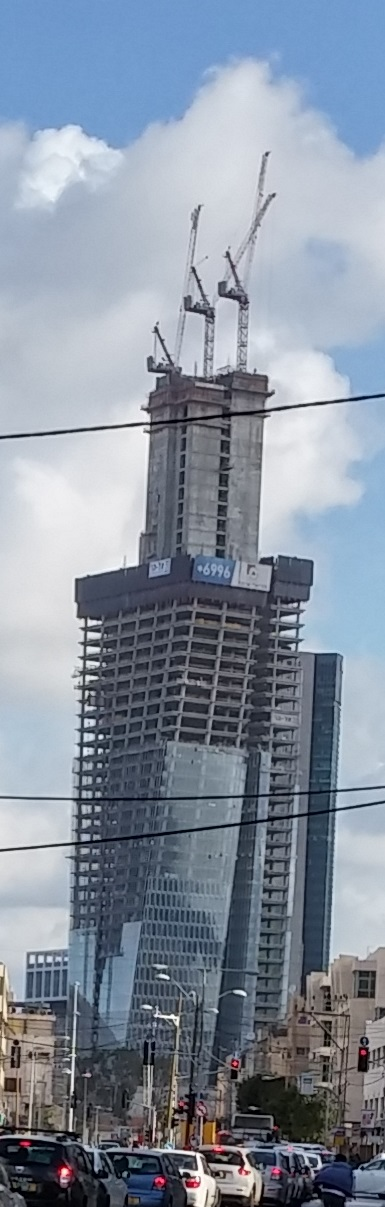
Pohled z jihu, březen 2016
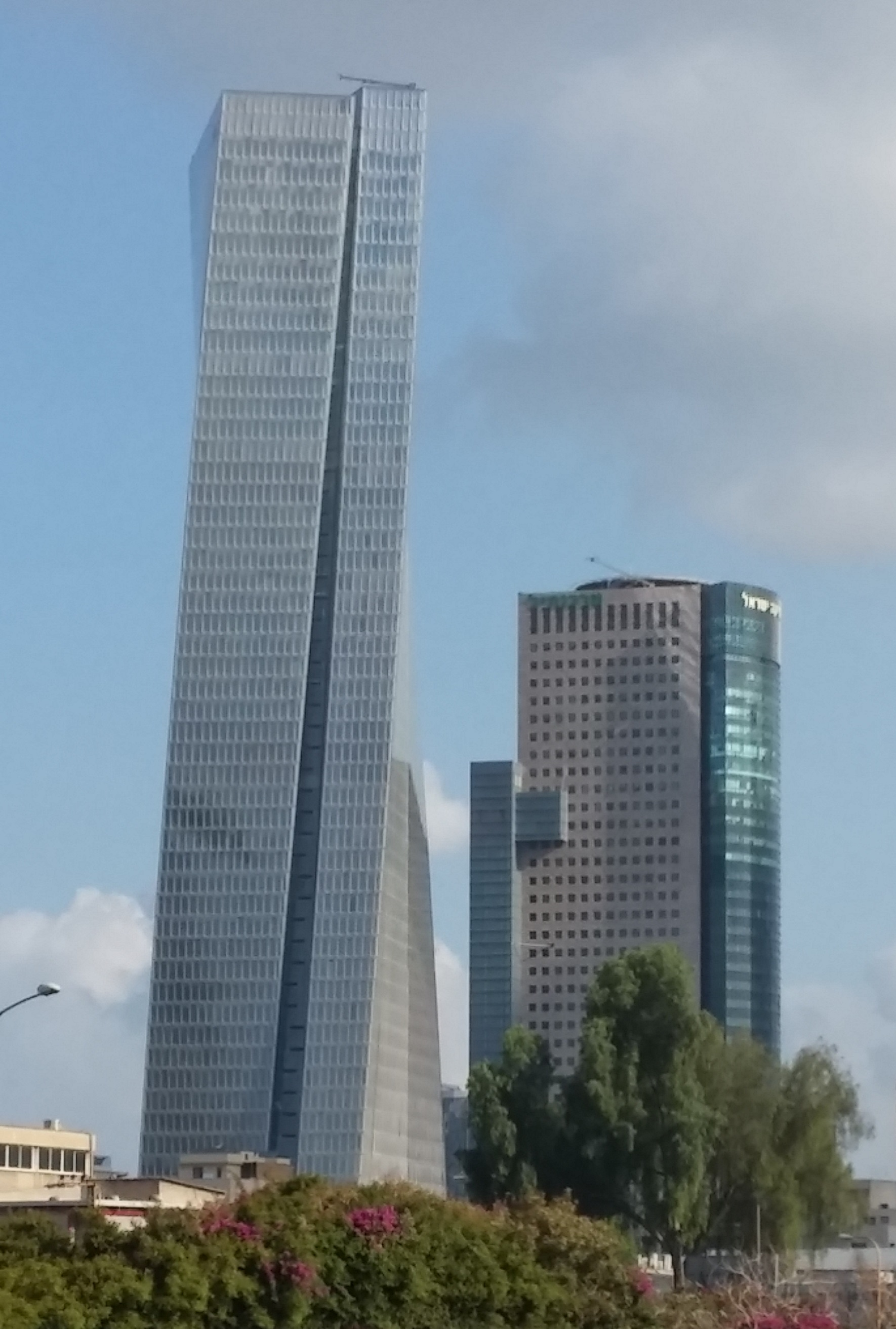
Pohled na mrakodrap na konci výstavby, březen 2017 (vpravo je mrakodrap Kirya Tower)
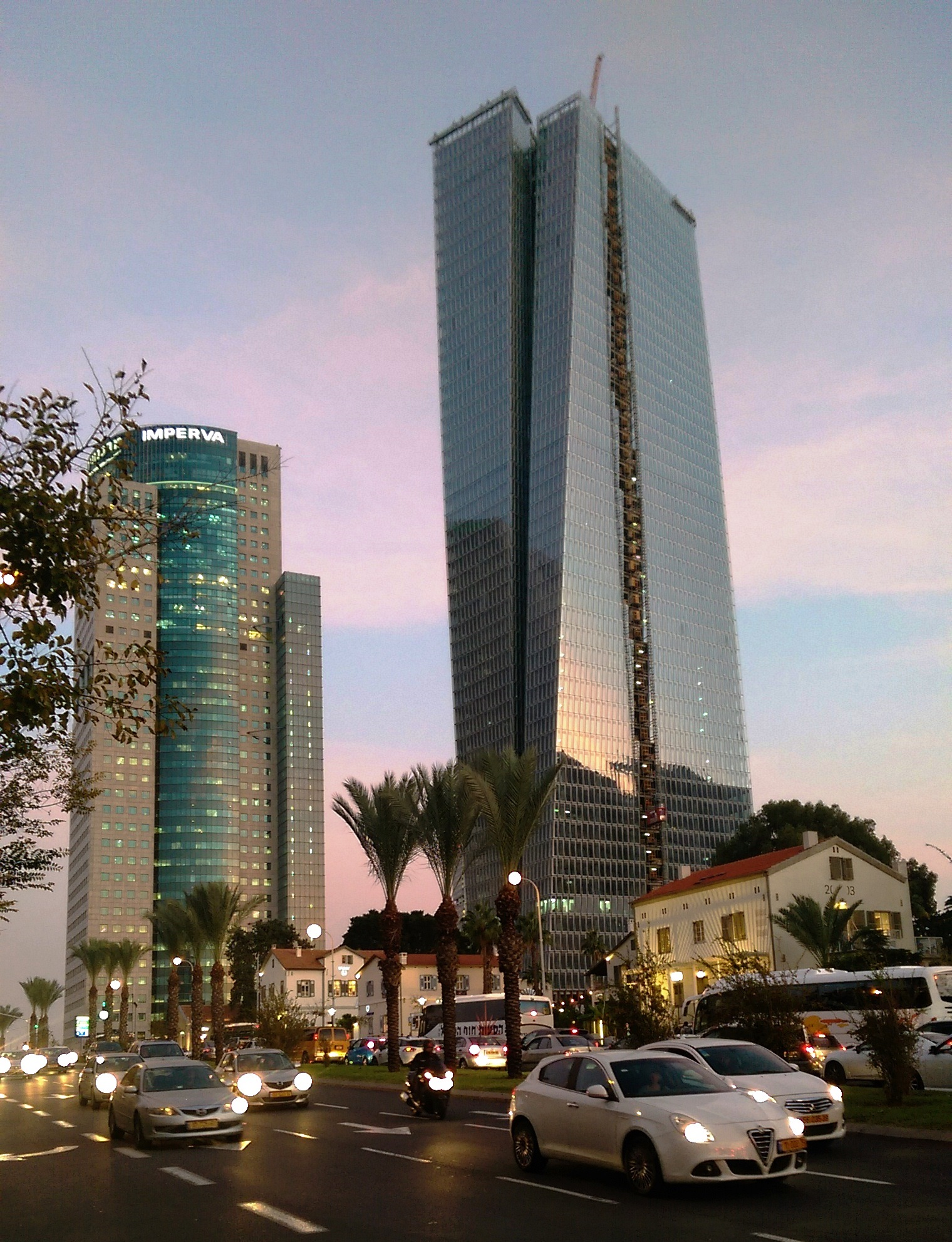
Pohled na mrakodrap, prosinec 2016
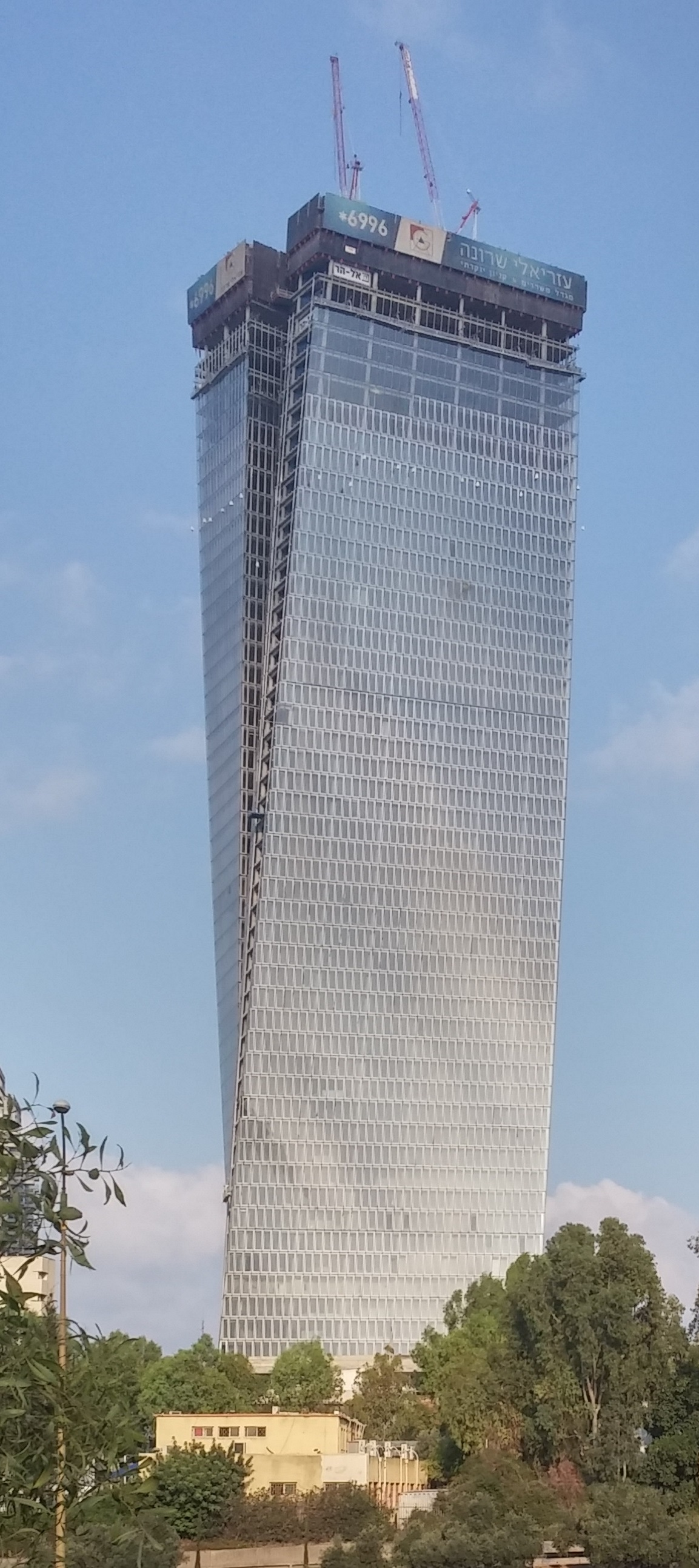
Pohled na mrakodrap, září 2016